# Akab
Gabriele Di Benedetto, noto anche con lo pseudonimo di AkaB (Milano, 26 luglio 1976 – 14 agosto 2019), è stato un fumettista, regista e videoartista italiano.

## Biografia
Nel 1993 fu uno dei fondatori dello Shok Studio, all'interno del quale si occupò, tra l'altro, di coordinamento e supervisione editoriale. Nei sei anni di vita dello studio, il gruppo di fumettisti pubblicò una serie di opere, tra cui Morgue, Egon, Ragno (questi ultimi disegnati da Alberto Ponticelli), ecc.
A partire dai primi anni novanta AkaB realizzò “lavori inquieti e dissacranti sulla condizione umana”, spaziando dalla scena underground a collaborazioni con alcune delle principali case editrici del settore negli Stati Uniti, come Marvel, Dark Horse, DC Comics e con Logos, Bonelli Editore e Shockdom in Italia.
Con l'avvento del digitale si avvicinò al mondo del cinema e dei video e dopo diversi corti nel 2003 realizzò il suo primo lungometraggio, Mattatoio, selezionato alla 60ª Mostra internazionale d’arte cinematografica di Venezia nella categoria “Nuovi territori”. Seguirono Il corpo di Cristo (2004), selezionato al Bellaria film festival, e Vita e opere di un santo (2005), selezionato allo Stigma film festival di Palermo.
In Italia partecipò inoltre a numerosi progetti, tra cui: Su Wu-Kung collective, Nixon (da lui coordinato), Lamette, LaScimmia,, Lobodilattice, Mucchio, Umore Maligno, The Artist, Puck, Collettivo Mensa, WormGod, L'Antitempo, Čapek, InPensiero ecc., Corrosive Container (XLAB, Spazio-Concept).
Nel 2017 ha fondato l'etichetta Progetto Stigma - entrato in collaborazione con Eris Edizioni l'anno successivo.
Nel 2018 ha illustrato il romanzo Lucenti di Udovicio Atanagi.
Akab, deceduto a 43 anni il 14 agosto 2019, è sepolto nel cimitero milanese di Chiaravalle.

## Opere
- ReVolver, Poseidon Press (2003)
- Nixon, (autori vari) - Arsenale (2004)
- ReDux e i neri venti del caos, - GRRR Zetic (2005)
- POP! Vite ascensionali,[19] - GRRR Zetic (2006)
- Munk (Dystopia n.5), - Wormwood (2007)
- Interrior, - Lamette Comix (2008)
- The End Is The Beginning, (autori vari) - X Lab Corrosive Art Farm (2009)
- Motosega eroe della fine, Libra (autori vari) -  Latitudine 42 (2010)
- Alfredino Vermicino - sulla vicenda di Alfredino Rampi,[20] web comic (2010)
- Le 5 Fasi,  (autori vari) - Edizioni BD (2011)
- Voci Dentro, - latitudine42 (2011)
- Storia di una madre, - Alessandro Berardinelli Editore (2012)
- Come un piccolo olocausto, - Logos edizioni (2012)
- Un uomo mascherato, - Logos edizioni (2012)
- Il libro della fine,  (autori vari) - Latitudine 42 (2013)
- Monarch, - Logos edizioni (2013)
- Biblioteca Onirica 3, - Alessandro Berardinelli Editore (2014)
- Not An Atom of Hell Shall Enter Into My Paradise, - Kunst Kabinet 451 (2014)
- Defragment, - Blu Gallery edizioni (2015)
- Eraserhead, - New Monkey (2015)
- La città danzante, - Sole 24 ore cultura (2015)
- Claustrophobia,  Dylan Dog Color fest n 16 - Sergio Bonelli (2016)
- Arca Vuota, con Ernest Yesterday - Shockdom (2016)
- In the Pits of Madness - CBA - Sweden (2016)
- La Soffitta, con Squaz - Passenger Press (2017)
- Plume - Douglas Edizioni (2017)
- Deep Throat - New Monkey (2017)
- La Soffitta, con Squaz - Mondadori Oscar Ink (2017)
- Rubens, con Cammello e Spugna - Progetto Stigma / Eris edizioni (2018)
- Iron Kobra, con Officina Infernale – Progetto Stigma / Eris Edizioni (2018)
- Pop Guerriglia – Sputnik Press (2019); [21]
- Non un atomo di inferno entrerà nel mio paradiso - Sputnik Press (2019)
- Le mani di Z - Progetto Stigma / Eris Edizioni (2020)

## Filmografia
- Mattatoio (2003): selezionato alla 60ª Mostra internazionale d'arte cinematografica di Venezia;[22][23]
- Il corpo di Cristo (2004): fuori concorso al Bellaria Film Festival;[24]
- Vita e opere di un santo (2005): Stigma film festival di Palermo.

## Premi e riconoscimenti
- Leone di Narnia per il “Miglior numero unico o graphic novel”, Le cinque fasi, Collettivo Dummy (Akab, Alberto Ponticelli, Ausonia, Officina infernale, Squaz, Tiziano Angri), 2012;[25][26]
- Premio Attilio Micheluzzi del Napoli Comicon per la “Miglior storia breve”, Era de Maggio, 2013;[27]
- Premio Carlo Boscarato come “Miglior fumetto italiano” per Iron Kobra (Akab, Officina Infernale) al Treviso Comic Book Festival, 2019;[28]
- Premio Maestro del fumetto – Lucca Comics 2020

### Mostre
Elenco parziale di mostre nelle quali ha presentato sue opere:
- Lexotan 6 mg, Spazio Elastico, Bologna - Zuni, Ferrara, 2011;
- Doppelganger, 2011;[29]
- Squame #3, Sergeant Paper, Parigi / Squame/Ecailles #2, Parigi, 2012;
- Monarch, a cura di Logos edizioni e Maison 22, nell'ambito di Bilbolbul, Bologna, 2014;[30][31]
- Cuore di Latta - Festival multimediale su Amore e Potere, Spazio OZ, Bologna, 2015
- Defragment, Blu gallery, Bologna, 2015.[32]

## Collaborazioni varie
- 2012 - L'antitempo
- 2014 - Charlotte - disegno per il progetto multimediale Umberto Baccolo's (n)INFOmaniac[33] e prefazione dell'omonimo libro (2018)